# Måndöttrar
Måndöttrar, originaltitel Daughters of the Moon är en serie om 13 böcker av författaren Lynne Ewing. Böckerna som tillhör fantasygenren kom ut mellan 2000 och 2007. De åtta första böckerna gavs ut i svensk översättning 2003-2006.
Ewing har också skrivit en bokserie kallad Sons of the Dark som en spin-off till Måndöttrar.

## Handling
Serien handlar om Vanessa, Serena, Jimena, Catty och Tianna. De ser ut som vilka tonårstjejer som helst men bär var och en på en speciell förmåga. Vanessa kan lösa upp sina molekyler och bli osynlig. Catty kan resa tillbaka i det förflutna. Tianna kan flytta på saker med sina tankar och bryta ner barriären mellan den här världen och nästa med sina telekinetiska krafter. Serena kan läsa andras tankar. Jimena får föraningar om vad som ska hända. 
Tillsammans är de som starkast vid fullmåne. I varje bok beskriver Ewing hur de kämpar mot den onda kraften Atrox och dess anhängare.

## Böcker
- Goddess of the Night (2000), i svensk översättning Nattens gudinna[1]
- Into the Cold Fire (2000), i svensk översättning Isande eld (2003)[2]
- Night Shade (2001), i svensk översättning Dold bland skuggorna (2004)[3]
- The Secret Scroll (2001), i svensk översättning Den hemliga skriften (2004)[4]
- The Sacrifice (2001), i svensk översättning Skuggornas prins (2005)[5]
- The Lost One (2001), i svensk översättning Förlorad dotter (2005)[6]
- Moon Demon (2002), i svensk översättning Månringen (2006)[7]
- Possession (2002), i svensk översättning Stulen själ (2006)[8]
- The Choice (2003)
- The Talisman (2003)
- The Prophecy (2004)
- The Becoming (2004)
- The Final Eclipse (2007)